# 2А38
30-мм пушка 2А38 — советская  малокалиберная автоматическая пушка, обеспечивающая стрельбу снарядами, подаваемыми из общей для двух стволов патронной ленты единым механизмом подачи. Автомат имеет один стреляющий механизм ударного действия, обслуживающий поочередно левый и правый стволы. Управление стрельбой — дистанционное — с помощью электроспуска. Охлаждение стволов — жидкостное: водяное или с использованием антифриза при отрицательной температуре воздуха.
Автомат 2А38 работает при углах возвышения от −9 град. до +85 град. Патронная лента состоит из звеньев с патронами, имеющими снаряды осколочно-фугасно-зажигательного и бронебойно-трассирующего действия (в соотношении 4:1). Боекомплект патронов — 1904 шт на два автомата. Автоматы обеспечивают общий темп стрельбы 4060—4810 выстр./мин. Живучесть автомата 2А38 (без смены стволов) составляет не менее 8000 выстрелов (при режиме стрельбы 100 выстрелов на автомат с последующим охлаждением стволов). Начальная скорость снарядов — 960—980 м/с. Используется для поражения воздушных целей, легкобронированной техники и живой силы противника. Установлена на зенитный ракетно-пушечный комплекс (ЗРПК) 2К22 «Тунгуска» и ЗРПК 96К6 «Панцирь-С1», а также их модификации.